# HD 20319
HD 20319，又名BD-06 636，SAO 130388、HR 983，是一颗恒星，视星等为6.17，位于銀經187.86，銀緯-49.63，其B1900.0坐标为赤經3h 11m 4.1s，赤緯-6° -49.63′ 18″。